# Jōe

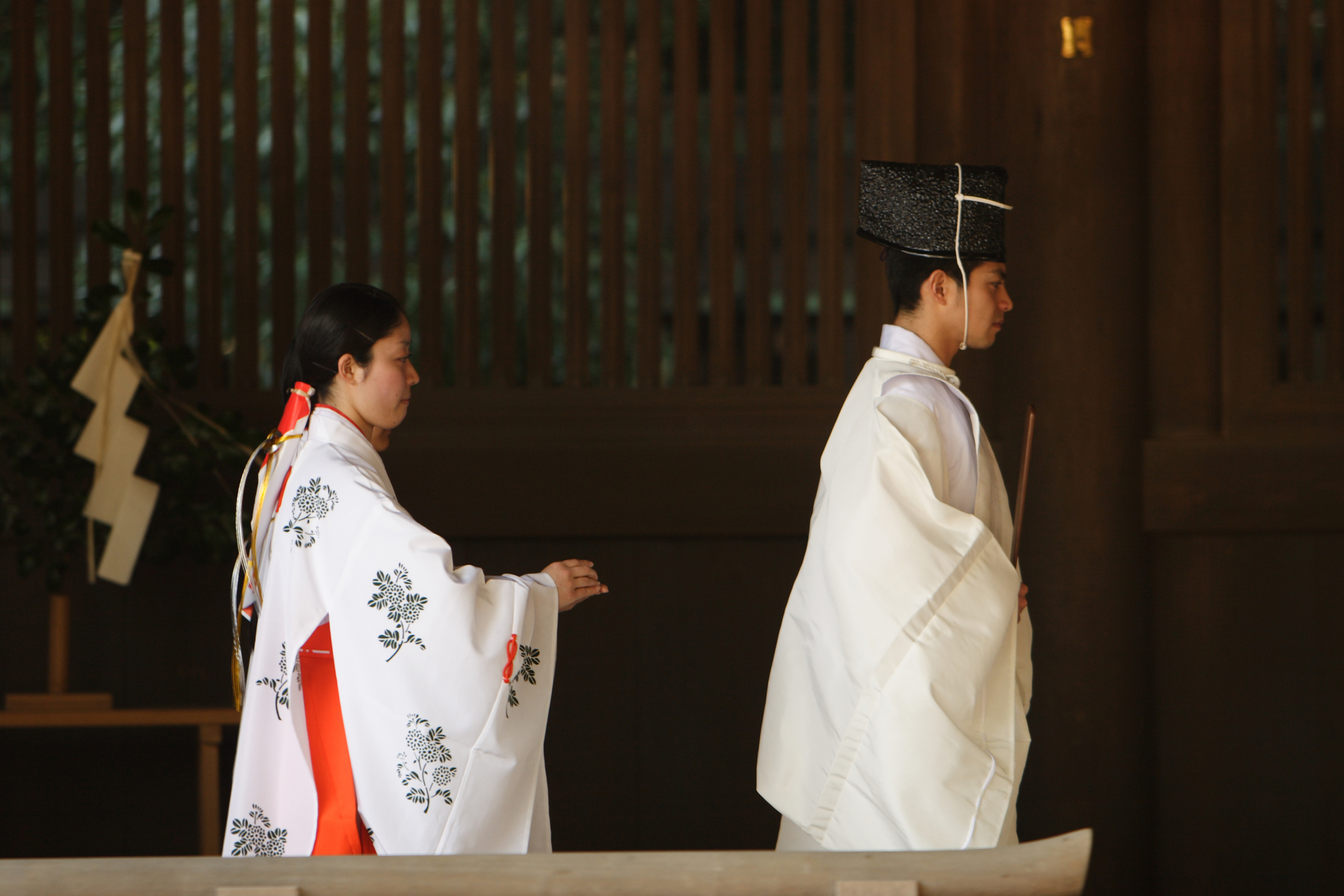
Un kannushi (à droite) portant un jōe.

Un jōe (浄衣) (parfois traduit du japonais par « tissu pur ») est un vêtement porté au Japon par des personnes participant à des cérémonies et activités religieuses, le plus souvent bouddhistes ou shinto.
Non seulement les prêtres shintoïstes et bouddhistes peuvent-ils porter un jōe lors des rituels, mais aussi les profanes, par exemple lorsqu'ils participent à des pèlerinages tel que le pèlerinage de Shikoku. Le vêtement, habituellement blanc ou jaune, est en lin ou en soie en fonction de sa nature et de son usage.
Le prêtre shintoïste qui porte le jōe est coiffé d'une casquette à visière (tate-eboshi) et vêtu d'une tunique de dessus (jōe), d'une robe de dessus (jōe no sodegukuri no o), d'un sous-vêtement (hitoe), d'un pantalon bouffant (sashinuki ou nubakama) et d'une ceinture (jōe no ate-obi). L'officiant peut porter une baguette de cérémonie appelée  haraegushi ou une autre appelée shaku, comme sur la photo.